# Tommaso Traetta

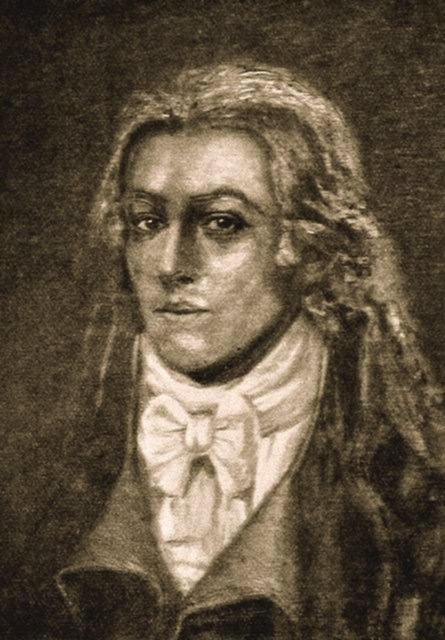
Tommaso Traetta.

Tommaso Michele Francesco Saverio Traetta, född den 30 mars 1727 i Bitonto, död den 6 april 1779 i Venedig, var en italiensk tonsättare.
Traetta, som var elev av Durante, gjorde stor lycka på San Carloteatern redan med sin första opera, Farnace (1751), och fick sedan från hela Italien (Neapel, Rom, Florens, Venedig, Turin) beställningar på operor, till vilka Metastasio, Goldoni med flera berömda författare skrev texterna. 
År 1758 blev Traetta sånglärare för prinsessorna av Parma, 1765 konservatoriedirektör i Venedig och 1768 hovkompositör hos Katarina II i Sankt Petersburg. 
Med en av det nordiska klimatet bruten hälsa lämnade han sistnämnda post 1774 och flyttade till London, varifrån han snart återvände till Neapel. Hans operor var på sin tid mycket berömda, även för dramatisk kraft.